# スティーブン・チェンバース
スティーブン・チェンバース（Steven Chambers, 1990年11月8日 - ）は、オーストラリア・クイーンズランド州ゴールドコースト出身のプロ野球選手（投手）。右投右打。「スティーブン・チャンバス」や「スティーブン・チェンバース」と表記されることもある。新潟アルビレックスBC時代の登録名は「チェンバー」。

## 経歴
ブリスベンでのルーキーシーズンは、わずか3試合、4イニングの登板機会しか与えられず、防御率も13.50という成績だった。
2012年に関西独立リーグの大和侍レッズに入団。20試合に登板し、4勝7敗、防御率4.26の成績だった。
大和侍レッズの活動休止に伴い退団。その後、ブリスベン・バンディッツに復帰したが、2013年4月11日に新潟アルビレックスBCに練習生として入団。ただし、あくまで練習参加という名目での入団だったため、公式戦に登板することなく退団した。その後、チェコ・エクストラリーガやオーストラリアン・ベースボールリーグを渡り歩き、2015年3月10日に新潟アルビレックスBCに再入団し、選手契約を結んだ。
2016年1月、第4回WBC予選のオーストラリア代表に選出された。
2016年3月5日付で新潟を退団した。
2016年3月29日、四国アイランドリーグplusの香川オリーブガイナーズへの入団が発表された。後期シーズン途中の8月17日付で香川から退団（自由契約）したことが発表された。
2019年2月、所属するキャンベラ・キャバルリーと戦略的パートナーシップを締結する横浜DeNAベイスターズの春季キャンプに、スティーブン・ケントとともに参加した。

## 詳細情報

### 独立リーグでの投手成績
| 年 度     | 球 団     | 登 板 | 勝 利 | 敗 戦 | セ 丨 ブ | 完 投 | 勝 率 | 投 球 回 | 打 者 | 被 安 打 | 被 本 塁 打 | 奪 三 振 | 与 四 球 | 与 死 球 | 失 点 | 自 責 点 | 暴 投 | ボ 丨 ク | 失 策 | 防 御 率 | W H I P |
| --------- | --------- | ----- | ----- | ----- | -------- | ----- | ----- | -------- | ----- | -------- | ----------- | -------- | -------- | -------- | ----- | -------- | ----- | -------- | ----- | -------- | ------- |
| 2012      | 大和      | 20    | 4     | 7     | 0        | 0     | .364  | 101.1    | 463   | 90       | 1           | 65       | 69       | 10       | 59    | 48       | 6     | 1        | 0     | 4.26     | 1.57    |
| 2015      | 新潟      | 14    | 2     | 4     | 0        | 0     | .333  | 56.0     | 249   | 60       | 4           | 40       | 26       | 0        | 32    | 24       | 1     | 3        | 2     | 3.86     | 1.54    |
| 2016      | 香川      | 9     | 0     | 4     | 0        | 0     | .000  | 31.1     | 139   | 32       | 1           | 16       | 12       | 1        | 26    | 16       | 2     | 0        |       | 4.60     | 1.40    |
| 関西：1年 | 関西：1年 | 20    | 4     | 7     | 0        | 0     | .364  | 101.1    | 463   | 90       | 1           | 65       | 69       | 10       | 59    | 48       | 6     | 1        | 0     | 4.26     | 1.57    |
| BCL：1年  | BCL：1年  | 14    | 2     | 4     | 0        | 0     | .333  | 56.0     | 249   | 60       | 4           | 40       | 26       | 0        | 32    | 24       | 1     | 3        | 2     | 3.86     | 1.54    |
| IL：1年   | IL：1年   | 9     | 0     | 4     | 0        | 0     | .000  | 31.1     | 139   | 32       | 1           | 16       | 12       | 1        | 26    | 16       | 2     | 0        |       | 4.60     | 1.40    |

### 背番号
- 44 （2012年）
- 45 （2015年）
- 44 （2016年）